# Liste der Biografien/Matr
Liste der Biografien |
Portal Biografien |
Personensuche
# |
A |
B |
C |
D |
E |
F |
G |
H |
I |
J |
K |
L |
M |
N |
O |
P |
Q |
R |
S |
T |
U |
V |
W |
X |
Y |
Z |
?
 
Ma |
Mb |
Mc |
Md |
Me |
Mf |
Mg |
Mh |
Mi |
Mj |
Mk |
Ml |
Mm |
Mn |
Mo |
Mp |
Mq |
Mr |
Ms |
Mt |
Mu |
Mv |
Mw |
Mx |
My |
Mz
 
Maa |
Mab |
Mac |
Mad |
Mae |
Maf |
Mag |
Mah |
Mai |
Maj |
Mak |
Mal |
Mam |
Man |
Mao |
Map |
Maq |
Mar |
Mas |
Mat |
Mau |
Mav |
Maw |
Max |
May |
Maz
 
Mata |
Matb |
Matc |
Mate |
Matf |
Math |
Mati |
Matj |
Matk |
Matl |
Matm |
Matn |
Mato |
Matr |
Mats |
Matt |
Matu |
Matv |
Matw |
Maty |
Matz
Die Liste der Biografien führt alle Personen auf, die in der deutschsprachigen Wikipedia einen Artikel haben. Dieses ist eine Teilliste mit 24 Einträgen von Personen, deren Namen mit den Buchstaben „Matr“ beginnt.

## Matr

### Matra
- Mátrai, Sándor (1932–2002), ungarischer Fußballspieler
- Matraimow, Raimbek (* 1971), kirgisischer Zollbeamter
- Matranga, Charles (1857–1943), italienisch-amerikanischer Mobster
- Matranga, Jonah (* 1969), US-amerikanischer Sänger und Gitarrist
- Matras, Christian (1900–1988), färöischer Linguist und Dichter
- Matras, Christian (1903–1977), französischer Kameramann
- Matras, Franz Eduard (1862–1945), österreichischer Manager und Sportfunktionär
- Matras, Josef (1832–1887), österreichischer Schauspieler und Volkssänger
- Matras, Yaron (* 1963), US-amerikanischer Linguist
- Matray, Ernst (1891–1978), ungarischer Tänzer, Choreograf und Schauspieler
- Matray, Maria (1907–1993), deutsche Schauspielerin
- Mátray-Novák, Desider (* 1872), ungarischer Opernsänger (Tenor)

### Matre
- Matrënga, Lekë (1567–1619), griechisch-katholischer Geistlicher albanischer Herkunft

### Matri
- Matri, Alessandro (* 1984), italienischer Fußballspieler
- Matri, Ferid (* 1994), schweizerischer Fußballspieler
- Matriciani, Henning (* 2000), deutscher FußballspielerHenning Matriciani (* 2000)

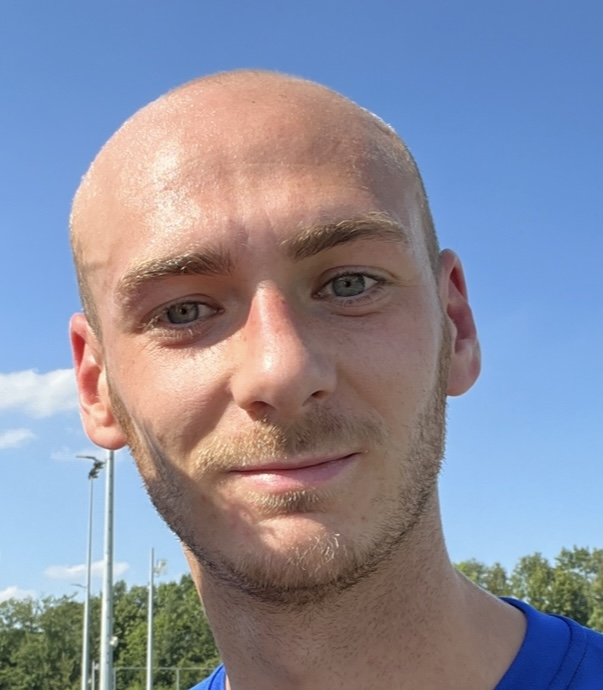
Henning Matriciani (* 2000)

### Matro
- Matron von Pitane, griechischer Schriftsteller
- Matrona von Chios, orthodoxe Nonne, Heilige
- Matrona von Kosilaos, Heilige der orthodoxen Kirchen
- Matronic, Ana (* 1974), US-amerikanische Sängerin
- Matronola, Martino (1903–1994), italienischer Geistlicher, Abt von Monte Cassino
- Matros, Matt (* 1977), US-amerikanischer Pokerspieler
- Matrossow, Alexander Matwejewitsch (1924–1943), sowjetischer Soldat, Symbolfigur der Roten Armee und Held der Sowjetunion
- Matrossowa, Marina (* 1990), kasachische Skilangläuferin